# Elmdon (West Midlands)
Elmdon – wieś w Anglii, w hrabstwie West Midlands, w dystrykcie Solihull, w civil parish Bickenhill and Marston Green. Leży 10 km od miasta Birmingham. W 1931 roku civil parish liczyła 225 mieszkańców. Elmdon jest wspomniana w Domesday Book (1086) jako Elmedone.